# 达沃内斯库尔
达沃内斯库尔（法語：Davenescourt，法語發音：[davnɛskuʁ]）是法国上法蘭西大區索姆省的一个市镇，属于蒙迪迪耶区。

## 地理
达沃内斯库尔（49°42'34"N, 2°35'46"E）面积11.73 平方千米，位于法国上法蘭西大區索姆省，该省份为法国北部沿海省份，北起加来海峡省和北部省，西接滨海塞纳省和大西洋英吉利海峡，南至瓦兹省，东临埃纳省。
与达沃内斯库尔接壤的市镇（或旧市镇、城区）包括：桑泰尔地区昂热斯特、菲尼耶尔、阿尔维莱尔、贝基尼、布西库尔、三河镇。
达沃内斯库尔的时区为UTC+01:00、UTC+02:00（夏令时）。

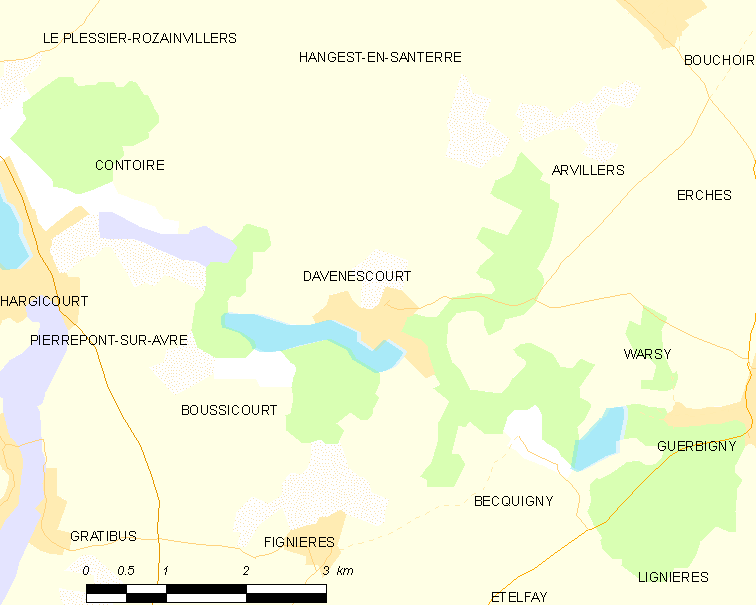
达沃内斯库尔的OSM定位图

## 行政
达沃内斯库尔的邮政编码为80500，INSEE市镇编码为80236。

## 政治
达沃内斯库尔所属的省级选区为鲁瓦县。

## 人口

1962-2008年间达沃内斯库尔人口变化图示

达沃内斯库尔于2022年1月1日时的人口数量为548人。